# Куріста (Йигева)
Ку́ріста (ест. Kurista küla) — село в Естонії, у волості Йиґева повіту Йиґевамаа.

## Населення
Чисельність населення на 31 грудня 2011 року становила 228 осіб.

## Географія
Село розташоване на відстані приблизно 3 км на північний захід від міста Йиґева. Через село проходить автошлях 39 (Тарту — Йиґева — Аравете).

## Пам'ятки
- Городище (ест. Kurista linnamägi)
- Маєток (ест. Kurista mõis)